# Mariebjerg Kirkegård
Mariebjerg Kirkegård i Gentofte har ikke tilknyttet nogen kirke, men blev anlagt som kommunal centralkirkegård i årene 1926-1933 af arkitekten G.N. Brandt, som også udformede Ordrup Kirkegård, ligeledes beliggende i Gentofte Kommune. Den blev officielt indviet 6. oktober 1936. Kirkegården har et areal på 266.000 m², svarende til omkring 25 hektar.
I 1936 blev kirkegårdens kapel og krematorium opført med Frits Schlegel som arkitekt.
Kapellet er siden, i 1959, udvidet med et lille kapel. Kirkegården har været inspirationskilde for mange andre kirkegårde – i Danmark og i udlandet. Brandt modtog i 1937 Eckersberg medaljen og i 1945 C.F. Hansen Medaljen for dette imponerende anlægsarbejde.
Mariebjerg Kirkegård er bygget op af en række rektangler: Yderst en allé af skovfyr, inderst en allé af avnbøg. De to rektangler bindes sammen af to tværgående alleer; en stor allé af spidsløn og en mindre af pil. Kirkegården er igen underinddelt med store takshække. Hele kirkegården er indrammet af et stort skovmassiv.
Mariebjerg Kirkegård er medtaget i den danske kulturkanon i kategorien arkitektur.
Kirkegården er åben for besøgende fra solopgang til solnedgang.

## Kendte personer begravet på Mariebjerg Kirkegård
- Anders Abraham
- Th. Alving
- John Erling Andersen
- S.A. Andersen
- Helge Andresen
- Jens Arnoldus
- Jørgen Banke
- Francis Beckett
- Elna Bendixsen
- Agnete Weis Bentzon
- Birgitte Weis Bentzon
- Henrik Bentzon
- Jørgen Bentzon
- Hans Berg
- Ole Berthelsen
- Karl Bjarnhof (fællesgrav)
- Jens Bjerre
- Augusta Blad
- Holger Boëtius
- Aage Bohr
- Inger Bolvig
- N.C. Borberg
- Svend Borberg
- Anna Borg
- Georg Boye
- Annelise Bramsnæs
- Ludvig Brandstrup (skuespiller)
- Alfred Brandt
- Birte Høeg Brask
- Asger E. Bremer
- Jørgen Bro
- Anton Frederik Bruun (fællesgrav)
- Erik Bruhn
- Holger Brøndsted
- Henny Lindorff Buckhøj
- Christa Buckhøj
- Jørgen Buckhøj (fællesgrav)
- Per Buckhøj
- Poul Bundgaard
- Mogens Bundgaard-Nielsen
- Mogens Bøggild
- Gunnar Börjeson
- Ella von Cappeln
- Svend Cedergreen Bech
- Arthur Christensen
- Otto Christensen
- Per Millschou Christensen
- Th. Claudi Westh
- Ebbe Clemmensen
- Karen Clemmensen
- Eyvind Dahl
- Arne-Ole David
- Ingolf David
- Arne-Ole David
- Ingolf David
- Valdemar Davids
- Mogens Davidsen
- Jørgen Ditzel
- Nanna Ditzel
- A. Drachmann Bentzon
- Sigurd Dyrup
- Heino Døygaard
- Inger Ejskjær
- Einer Engberg
- Eugenie Engberg
- Erik Erstad-Jørgensen (fællesgrav)
- Victor Figgé
- Troels Fink
- Adam Fischer
- Ellen Fischer
- Leck Fischer
- Eli Fischer-Jørgensen
- Olaf Forchhammer
- Erling Foss
- Svend Fournais
- Arnold Fraenkel
- Johannes Frandsen
- Leo Frederiksen
- Ehlers Friis-Mikkelsen
- Kurt Fromberg
- Fritz Fuchs
- Blanche Funch
- Georg Galster
- Leif Gamborg
- Johannes Glob
- Kip Glob
- Kirsten Gloerfelt-Tarp
- Ernst Goldschmidt
- Niels Erik Gottlieb
- Kaj Gottlob
- Gerner Gottschalck-Andersen
- Peder Gram
- Ebbe Groes
- Lis Groes
- Ragna Grubb
- Helge Gry
- Laurids Grønning
- Meinhard Gundolf
- O.G. Gøtzsche
- Poul Gøtzsche
- Bent Hahn
- Mogens Halbye
- Verner Hammer
- Hans Peter Hansen
- Hans Hansen
- J. Brinch Hansen
- Julius Hansen
- Søren Hansen
- Sven Hansen
- Jørgen Hartmann-Petersen
- Malene Hauxner
- C.P. Heiede
- Betty Helsengreen
- Svend Heltberg
- Ebbe Hermann
- Poul Hertzum
- Christian Hjejle
- Jørgen Hoffmeyer
- Flemming Holbek
- Gy Holdorf
- Kai Holm
- Børge Houmann
- Aage A.T. Hove
- Carl Jørgen Hovland
- Bjarne Hoyer
- Tyge Hvass
- Poul Høeg
- A.C. Højberg Christensen
- Paul Høyrup
- Ville Jais Nielsen
- F.E. Jensen
- K.J. Jensen
- Torben Jensen
- Axel Jessen
- Tudlik Johansen
- Elith Nulle Nykjær Jørgensen
- Gunnar Jørgensen
- Minna Jørgensen
- Troels G. Jørgensen
- Magnus Karnov
- Erik Kayser
- Knud Kayser
- Reimert Kehlet
- Pouel Kern
- Gregers Kirk
- Kai Kjær
- Tage Kjær
- Esben Klint
- Kai Knudstrup
- Torben G. Knudtzon
- Peter Koch
- Mogens Koktvedgaard
- Eva Koppel
- Nils Koppel
- Valdemar Koppel
- Peter Kramp
- Jørgen Kvist Kristensen
- Hans Kurt
- Niels Oluf Kyed
- M.A. Langberg
- Søren Langvad
- Absalon Larsen
- Eivind Larsen
- Kai Rasch Larsen
- Vilhelm Lauritzen
- Christian Laursen
- Henrik Leth
- Steen Lindkær-Jensen
- Bodil Lindorff
- Axel Linvald
- Gudrun Lund
- Boje Lundgaard
- Hedda Lundh
- Poul Emil Madsen
- Tove Maës
- Poul Martinsen
- Leo Mathisen
- Knud Meister
- Søren Melson
- Børge Mogensen (fællesgrav)
- Jens Christian Mogensen
- Finn Monies
- Manja Mourier
- Bo Rix Møller
- Hans Ulrik Møller
- Jørgen Nue Møller
- Axel Maar
- Peter Naur
- Frede Nielsen
- Jais Nielsen
- Ann-Sofi Norin
- Gull-Maj Norin
- Chr. Norlev
- Leif Otto Normann
- Ida Næsted
- Aage Næsted
- Povl Olrik
- Alfred Osmund
- Estrid Ott
- Hans W. Petersen (fællesgrav)
- Hugo Vilfred Pedersen
- Johan Pedersen
- Sigurd Pedersen
- Svend Pedersen
- Morten Peetz-Schou
- Allan Philip
- Holger Philipsen
- Preben Plum
- Erik M. Poulsen
- C.W. Prohaska
- Holger Paaskesen
- Aage Rafn
- E. Rancke-Madsen
- Hans Rancke-Madsen
- Niels Ole Rasbech
- Karenlene Ravn
- Ulrich Ravnbøl
- Henning Ravnholt
- Annelise Reenberg
- Frithjof Reimers
- Christian Reventlow
- Poul Reumert
- M.B. Richter
- Henrik V. Ringsted
- Lauritz Ritzau
- Louis Rosen Schmidt
- Frits Rosenquist
- Gerd Rosenstand
- Hans Rostrup
- Bendt Rothe
- Lennart Raaholt
- Harald Salomon
- Inge Sand
- Roger Scavenius
- Per Schambye
- Karl Schou
- Carl Schrøder
- Johan Schrøder
- K.T. Seest
- Jeanet Sheller
- Erik Siesby
- Eddie Skoller
- Kristian Skou
- Else Skouboe
- Bente Skovgaard
- Hans Georg Skovgaard
- Victor Skaarup
- Chr. L. Smidt
- Carl Erik Soya
- Victor Steenstrup
- Hakon Stephensen (fællesgrav)
- Claus Strandberg
- Magnus Suenson
- Ingeborg Suhr
- Finn Særmark-Thomsen
- C.Th. Sørensen
- S.H. Sørensen
- Ellis Tardini
- Bodil Teglers
- Hans Edvard Teglers
- Poul Thelle
- Niels Thorsen
- Svend Thorsen
- Hans Christian Toft
- Gudrun Torup
- Henry Tuxen
- Jacob Tørning
- Elsebet Ussing
- Kjeld Ussing
- Jørgen Vesterholt
- John Vitger
- Stephan Vogelius
- Valdemar Vogt
- Mogens Voltelen
- Laura Wanscher
- Hans J. Wegner
- Erik Werner
- Thorvald Claudi Westh
- Ole Widding
- K.G. Wingstrand
- John Wittig
- Richard Willerslev
- Flemming Woldbye
- Anders Ølgaard
- Otto C. Aagaard
- Matthías Þórðarson